# Cyclosia
Cyclosia is een geslacht van vlinders van de familie bloeddrupjes (Zygaenidae), uit de onderfamilie Chalcosiinae.

## Soorten
- C. curiosa (Swinhoe, 1900)
- C. chartacea Swinhoe, 1892
- C. danaides Walker, 1864
- C. distanti (Druce, 1891)
- C. dolichoptera (Hampson, 1919)
- C. electra (Swinhoe, 1905)
- C. eucharia Jordan, 1907
- C. hecabe Jordan, 1907
- C. imitans (Butler, 1881)
- C. inclusoides Hering, 1922
- C. inclusus (Walker, 1864)
- C. inornata (Walker, 1864)
- C. macularia (Guérin-Meneville, 1843)
- C. midama (Herrich-Schäffer, 1853)
- C. nivipetens Walker, 1863
- C. pagenstecheri (Grünberg, 1908)
- C. panthona (Stoll, 1781)
- C. papilionaris (Drury, 1773)
- C. perakensis Hering, 1922
- C. pieridoides (Herrich-Schäffer, 1854)
- C. pieriodes Walker, 1862
- C. podagra (Swinhoe, 1908)
- C. pseudospargens Hering, 1922
- C. sordidus (Walker, 1862)
- C. spargens Walker, 1864
- C. tafti West, 1932
- C. tamara Hering, 1922
- C. thecloides (Walker, 1862)
- C. unicolor Hampson, 1919